# Revolverlution
Revolverlution è l'ottavo album discografico in studio del gruppo musicale hip hop statunitense Public Enemy, pubblicato nel 2002.

## Tracce
1. Gotta Give the Peeps What They Need – 3:32
2. Revolverlution – 3:01
3. Miuzi Weighs A Ton - Live San Francisco 10/21/1999 – 1:47
4. Put It Up – 3:11
5. Can a Woman Make a Man Lose His Mind? – 3:34
6. Public Enemy Service Announcement #1 – 0:21
7. Fight the Power - Live Winterthur Switzerland 1992 – 3:55
8. By The Time I Get to Arizona (The Molemen Mixx) – 3:57
9. Post-Concert Arizona Interview (U2 Zoo Tour) – 1:03
10. Son of a Bush – 5:52
11. 54321... Boom – 4:47
12. Welcome to the Terrordome - Live Winterthur Switzerland 1992 – 3:38
13. B Side Wins Again (Scattershot Remix) – 4:54
14. Get Your Shit Together – 3:37
15. Public Enemy Service Announcement #2 – 0:30
16. Shut 'Em Down (The Functionist Version) – 5:28
17. Now a' Daze – 3:25
18. Public Enemy #1 (Jeronimo Punx Redu) – 4:48
19. The Making of Burn Hollywood Burn (w/ Big Daddy Kane, Flavor Flav, Chuck D - 1989) – 2:46
20. Give the Peeps What They Need (DJ Johnny Juice - Paris Revolverlution Mix) – 3:30
21. What Good Is a Bomb – 6:17

Bonus track
1. Public Enemy #1 (Dimension Zero Remix) - 6:12 (nella versione giapponese)